# كارل ألكسندر (دوق فورتمبيرغ)
كارل ألكسندر (24 يناير 1684 - 12 مارس 1737)؛ كان دوق فورتمبيرغ منذ عام 1733، وأيضا حكم مملكة صربيا كنائب إمبراطوري منذ 1720 حتى عام 1733، وعندما تولى منصب دوق فورتمبيرغ احتفظ بها حتى وفاته.

## السيرة
وُلِد في شتوتغارت باعتباره الابن الأكبر لوالديه فريدرش كارل دوق فورتمبيرغ-فينينتال وزوجته إليونوره يوليانه من براندنبورغ-أنسباخ، كان والده أحد أبناء دوق فورتمبيرغ إيبرهارد الثالث، وعمه كان فيلهلم لودفيغ دوق فورتمبيرغ التي أصبحت ابنته ماغدالينه فيلهلمينه زوجة كارل الثالث فيلهلم مارغريف بادن-دورلاخ، وفي حين عمته صوفي لويزه أصبحت ابنتها كريستين ايبرهاردين ملكة بولندا، وإما من ناحية والدته التي تنتسب إلى آل هوهنتسولرن تعتبر عمة الأميرة كارولين زوجة جورج الثاني ملك بريطانيا العظمى.
خلف والده دوقًا لفورتمبيرغ-فينينتال منذ عام 1697، كان قائدًا عسكريًا متميزاً في خدمة الإمبراطور الروماني المقدس، اعتنق العقيدة الكاثوليكية الرومانية عام 1712، وحقق نجاحًا عسكريًا تحت قيادة الأمير يوجين من سافوي خلال حرب الخلافة الإسبانية، وكذلك في الحرب العثمانية الفينيسية، وفي عام 1719 عُيّن نائباً إمبراطوريًا لبلغراد التي تم احتلها مؤخراً.
وفي عام 1720 عيّنه الإمبراطور الروماني المقدس كارل السادس نائباً له على مملكة صربيا في بلغراد، وأثناء توليه هذا المنصب تزوج الأميرة الكاثوليكية ماري أوغست من ثورن أوند تاكسيس عام 1727، وأنجبت له أربعة أطفال.
بعد ثلاثة عشر عامًا من الحكم الاستبدادي لصربيا، ورث كارل ألكسندر دوقية فورتمبيرغ بعد وفاة ابن عمه إيبرهارد لودفيغ عام 1733 دون وريث متبقي، وبصفته دوق فورتمبيرغ نقل البلاط من لودفيغسبورغ نحو شتوتغارت، وحكم حتى وفاته المفاجئة عام 1737، وخلفه ابنه البكر كارل أويغن، البالغ من العمر تسع سنوات، لهذا أصبحت زوجته الوصية حتى استلمه العرش في 1744.
خلال فترة حكمه استخدم اليهودي المنكوب يوزف زوس أوبنهايمر كممول له، والذي أُعدم في عام 1738 بتهمة إساءة استخدام منصبه أثناء عهده.